# Cayennestekelstaart
De Cayennestekelstaart (Synallaxis gujanensis) is een zangvogel uit de familie Furnariidae (ovenvogels).

## Verspreiding en leefgebied
Deze soort komt voor in het Amazonegebied en telt zes ondersoorten:
- S. g. columbiana: oostelijk Colombia.
- S. g. gujanensis: oostelijk en zuidelijk Venezuela, de Guyana's, noordelijk en oostelijk Brazilië.
- S. g. huallagae: van zuidoostelijk Colombia en oostelijk Ecuador via oostelijk Peru tot noordelijk Bolivia.
- S. g. canipileus: zuidoostelijk Peru.
- S. g. inornata: noordoostelijk Bolivia en het westelijke deel van centraal Brazilië.
- S. g. certhiola: oostelijk Bolivia.

## Status
De grootte van de populatie is niet gekwantificeerd maar de soort wordt omschreven als algemeen. Op de Rode lijst van de IUCN heeft deze soort de status niet bedreigd.